# Аршаулов, Вадим Павлович
Вадим Павлович Аршаулов (1859—1942) — русский инженер. 
Впервые построил и внедрил топливный насос высокого давления оригинальной конструкции (так называемый русский дизель) — с приводом от сжимаемого в цилиндре воздуха, работавший с бескомпрессорной форсункой.

## Биография
В Оренбурге, в семье преподавателя Неплюевского кадетского корпуса П. В. Аршаулова (ум. 1904) 26 октября (7 ноября) 1859 года родились братья-близнецы, Пётр и Вадим Аршауловы. В апреле 1872 года их отец был назначен директором Александровской русской гимназии в Гельсингфорсе и семья переехала в Финляндию, где и прошло детство братьев и их младшей сестры, Марии.
После окончания гимназии близнецы поступили в Санкт-Петербургский практический технологический институт, механическое отделение которого Вадим окончил в 1882 году.
В 1906—1912 годах преподавал проектирование судовых механизмов в Петербургском технологическом институте. Также был профессором Петербургского политехнического института и преподавал в Институте инженеров путей сообщения. В 1905 году был в числе подписавших Записку 198 инженеров, представленную 23 января (вскоре после расстрела шествия петербургских рабочих) председателю комитета министров С. Ю. Витте, в которой её авторы призывали искать причины недовольства не «в агитации революционеров и не в иноземном воздействии, а в коренном неустройстве гражданской жизни» и указывали, что «только удовлетворение важнейших нужд рабочего класса может явиться выходом из создавшегося положения». 
Аршаулов — один из председателей Общества пароходства по Волге и Каспийскому морю «Кавказ и Меркурий». На Коломенском заводе он познакомился с чертежами для морских и речных теплоходов с двигателями Дизеля для братьев Меркульевых и для «Товарищества братьев Нобель». По его инициативе и проекту в 1911 году был заложен для «Кавказа и Меркурия» и в следующем году спущен на воду первый пассажирский двухвинтовой теплоход «Бородино». Он оказался настолько удачным, что Общество решило заказать всю серию теплоходов такого же типа для обслуживания нижнего плёса. Один из теплоходов Общество назвало «Вадим Аршаулов».
В 1906—1916 гг. — член правления бельгийского акционерного общества «Русский провиданс». В 1912 году состоял членом петербургского исполкома по постройке моста императора Петра Великого. Член Особого комитета по усилению военного флота на добровольные пожертвования. В 1916 году стал членом Совета Русского общества пароходства и торговли. 
Аршаулов был также членом советов: строительного общества «Гриффите и К», Русского общества пароходства и торговли, французского общества «Сумских машиностроительных заводов», член правления общества электрических аккумуляторов «Рекс».
В 1920 году эмигрировал во Францию и в 1921 году стал членом парижского комитета Партии народной свободы. С 1922 года работал в конструкторском бюро В. И. Юркевича, который на корабле Нормандия установил двигатели системы Аршаулова.
С марта 1923 года Аршаулов был товарищем председателя Союза русских инженеров в Париже. Был членом Русского академического союза. С 1928 года — член правления и преподаватель Русского научного университета. В 1929—1931 гг. — товарищ председателя ЦК Федерации Союзов русских инженеров за границей. Член (с 1931), член совета (1933—1935) Российского торгово-промышленного и финансового союза, созданного в 1920 году Лианозовым и Рябушинским. Также он — товарищ председателя (1932—1934), председатель (1936—1937), почётный председатель (1937) Союза русских дипломированных инженеров во Франции. С 1936 года — председатель испытательной комиссии, в 1937 году — председатель Русского высшего технического института в Париже, преподаватель. 
Умер 28 декабря 1942 года в Париже. Похоронен на кладбище Сент-Женевьев-де-Буа.

## Семья
Жена Амалия Фердинандовна (1863—1937). Их дети:
- Олег (1887—1954), инженер;
- Мария (1890—1966), в замужестве Палеолог.